# Translozierung
Die Translozierung (auch Transferierung oder schlicht Gebäudeversetzung) ist ein Verfahren der Versetzung von Gebäuden oder Teilen davon. Bei der Translozierung wird das Objekt als Ganzes versetzt oder in Einzelteile zerlegt und anschließend an anderer Stelle wiederaufgebaut. Das geschieht vor allem, wenn ein bedeutendes Baudenkmal einem Bauprojekt im Wege steht oder in ein Freilichtmuseum versetzt werden soll.

## Probleme
Translozierung ist als Methode der Denkmalpflege eine Form der Rekonstruktion an anderer Stelle, bei der ein Teil der Gebäudegesamtheit verloren geht.
Eine Translozierung ist aus denkmalpflegerischer Sicht dann angemessen, wenn einem ansonsten drohendem Totalverlust zuvorgekommen wird. Zu den fachlichen Nachteilen aus Sicht des Restaurators und Historikers gehören:
- Bei einem Abbau werden relevante Teile der historischen Substanz vernichtet, so die originale Gründung. Bei Fachwerkgebäuden gingen früher die Füllungen der Gefache und damit ein Gutteil des Hauses verloren. Durch die Technik der Translozierung in Ganzteilen wird dies verhindert, indem möglichst große Teile der Bausubstanz als Großteile transportiert und in dem ursprünglichen Standort ähnlicher Umgebung wiedererrichtet werden. Hierbei kann sogar willkürlich – entgegen der baulichen Konstruktion – getrennt werden, etwa um originale Holzverbindungen oder Steinsetzungen zu erhalten.
- Ein Kulturdenkmal büßt durch die Versetzung seinen historischen Kontext ein: Es verliert die städtebaulichen, siedlungs- und sozialgeschichtlichen Bezüge, in denen es entstanden ist (baulicher Kontext des originalen Standorts, archäologische Relikte in und um den Bau, Bezug zu Vorgängerbauten), die es mit bezeugt und in denen es historisches Zeugnis wurde.
- Geschichts- und Umbauspuren werden getilgt; in der Vergangenheit war es etwa üblich, Bauernhäuser bei der Translozierung in ein Freilichtmuseum in ihren (vermeintlichen) Ursprungszustand zurückzuversetzen. Selbst bei Wiederverwendung der Originalmaterialien gehen die handwerklichen Spuren verloren. Dadurch wird das Gebäude als historische Quelle entwertet.

Mit dem neuen Standort entsteht ein Bezug zur neuen Umgebung. Er verfremdet den ursprünglichen baulichen, topographischen und landschaftlichen Kontext und eventuell auch den des neuen Standorts: Es entsteht der Eindruck, das Gebäude habe hier schon immer gestanden. Besonders problematisch ist das Versetzen von Gebäuden in eine ihnen ganz fremde Umgebung („museale“ Präsentation, entspricht etwa der Abnahme eines Freskos oder dem Aufstellen eines Altars oder Tores in einem Museum).
Positiv ist hingegen – neben der reinen Erhaltung der Originalsubstanz in bestmöglichem Umfang – bei der Wiederaufstellung etwa in Bauwerkmuseen der hohe didaktische Wert der Objekte, da sie sowohl wesentlich mehr Publikum zugänglich sind als auch mit ähnlichen Bauten in Kontext gesetzt werden können, sowohl analogen Bauten aus anderen Gegenden wie auch etwa in der Rekonstruktion von Ensemblestrukturen aus Resten mehrerer Bauten (Hof und Stallungen, oder Kleinsiedlung). Daher gehört die Translozierung zu den wichtigsten Maßnahmen der Denkmalpflege, für ihr Anliegen zu werben und Fachkunde zu vermitteln.
Bei der Translozierung wird deshalb sorgfältig der Originalzustand dokumentiert, ebenso die Herstellung nichtoriginaler Bezüge, und die Dokumentation wird am neuen Standort mitpräsentiert.

## Beispiele
Spektakuläre Translozierungen sind seit dem 19. Jahrhundert bekannt.
- Eine der ersten Translozierungen im 19. Jahrhundert war die Versetzung der ursprünglich zum Gebäudekomplex der Kommende Ramersdorf gehörenden Georgskapelle auf den Alten Friedhof in Bonn.
- 1844 wurde im schlesischen Brückenberg (heute Karpacz Górny) eine aus Norwegen translozierte Stabkirche wiedererrichtet. Käufer der Kirche war Friedrich Wilhelm IV., Vermittler der Translozierung der in Dresden ansässige norwegische Maler Johan Christian Clausen Dahl.
- 1868 musste die Teutsche Schule dem geplanten Gymnasiumsneubau weichen und wurde von Marktplätznähe in die Suhler Straße in Schleusingen umgesetzt.
- Das Haus Marställer Platz 7 wurde wegen der Verbreiterung der Tränkerpforte in Kassel 1902 abgetragen und in den Stadtteil Harleshausen versetzt, als einziges Fachwerkhaus der Altstadt überstand es an neuer Position die Bombardierung Kassels.
- Die ägyptischen Tempel von Abu Simbel wurden zwischen 1964 und 1968 versetzt, um die Überflutung durch den Nassersee zu verhindern.[1]
- Das Ohm’sche Haus wurde von Langendorf nach Dannenberg (Elbe) transloziert. Die Umsetzung wird kritisch gesehen, weil das Bauernhaus aus seinem dörflichen Kontext entfernt wurde und nun in unmittelbarer Nähe der Dannenberger Innenstadt steht, wo dieser Haustyp historisch nicht vorkommt.
- Im Scheunenviertel von Steinhude wurden die noch erhaltenen Gebäude durch Scheunen aus anderen Orten ergänzt, die von der Bautradition des Ortes abweichen. Damit wurde das Ortsbild an dieser Stelle verfälscht.
- Klausbachhaus: Vom Laroslehen in der Unterau in Berchtesgaden nach Hintersee in Ramsau bei Berchtesgaden. Heute dient es als Nationalparkinformationsstelle.[2]
- Das Gartenhaus im Nordpark in Bielefeld wurde versetzt, da es am alten Standort nicht mehr erhalten werden konnte.
- In Aachen wurden zahlreiche Bauwerke bzw. Gebäudeteile des 18. und 19. Jahrhunderts transloziert, vgl. die diesbezügliche Liste.
- Die heute in Mettlach befindliche Kapelle St. Joseph wurde ursprünglich 1864 in Wallerfangen errichtet, 1878/1879 abgetragen und 1882 mit kleinen Veränderungen an ihrem neuen Standort wiederaufgebaut.[3]
- Der Frühstückssaal des ehemaligen Hotels Esplanade in Berlin wurde 1996 im Zuge des Baus des Sony Centers transloziert und in dieses integriert.[4][5][6]
- Die Stabkirche Stiege wurde zwischen März 2021 und Mai 2022 nahe an den Bahnhof Stiege der Harzer Schmalspurbahnen transloziert.[7]
- Das Münchner Residenztheater, erbaut 1751–1753 von François de Cuvilliés d. Ä. im Rokokostil, wurde 1944 am früheren Standort Max-Joseph-Platz ausgebaut und 1958 am heutigen Standort Apothekenflügel als Translozierung eingebaut.
- Der Münchner Kriechbaumhof, ein ehemaliges Herbergshaus aus dem 17. Jahrhundert, wurde 1976 am früheren Standort Wolfgangstraße abgebaut und 1985 am heutigen Standort Preysingstraße als Translozierung wieder aufgebaut.
- Kirche von Kiruna, 2025 um fünf Kilometer versetzt.

### Freilichtmuseen als Zielorte
Ziel einer Translozierung kann ein Freilichtmuseum sein. So wurde im Jahr 1910 das Ammerländer Bauernhaus in das Freilichtmuseum Ammerländer Bauernhaus in Bad Zwischenahn transloziert. Im deutschen Mittelgebirgsraum wurde Jahrzehnte nach dem Ende des Zweiten Weltkriegs ein Wirtshausgebäude in Oberampfrach ins Fränkische Freilandmuseum Bad Windsheim versetzt. Auch das Freilichtmuseum Hagen, das Freilichtmuseum Kommern und der Hessenpark bei Neu-Anspach bestehen zu einem großen Teil aus nach dem Zweiten Weltkrieg translozierten Gebäuden. In das Grönegaumuseum der Stadt Melle wurden seit 1960 mehrere bäuerliche Gebäude aus dem Altkreis Melle transloziert.
2008 wurde das Markus Wasmeier Freilichtmuseum Schliersee eröffnet, heute zeigt das Museum mehr als 22 wieder aufgebaute Gebäude.